# Julio César Manzur
Julio César Manzur (22 de juny de 1981) és un futbolista paraguaià.

## Selecció del Paraguai
Va formar part de l'equip paraguaià a la Copa del Món de 2006. Destacà al Tigre argentí.